# Штерн, Леонард
Леонард Норман Штерн (англ. Leonard Norman Stern; род. 28 марта 1938, Нью-Йорк, Нью-Йорк) — американский предприниматель, коллекционер и филантроп. Председатель совета директоров и CEO компании Hartz Mountain Industries, Inc., занимающейся сделками с недвижимостью. Forbes оценивает его состояние в 7,6 млрд долларов США (на 23 февраля 2023 года). Занимает № 99 в списке Форбс 400 (2022), № 411 в списке миллиардеров 2022 года (с состоянием 6 млрд долл). В Форбс 400 в 2021 году — № 161, в 2020 году — № 177.

## Биография

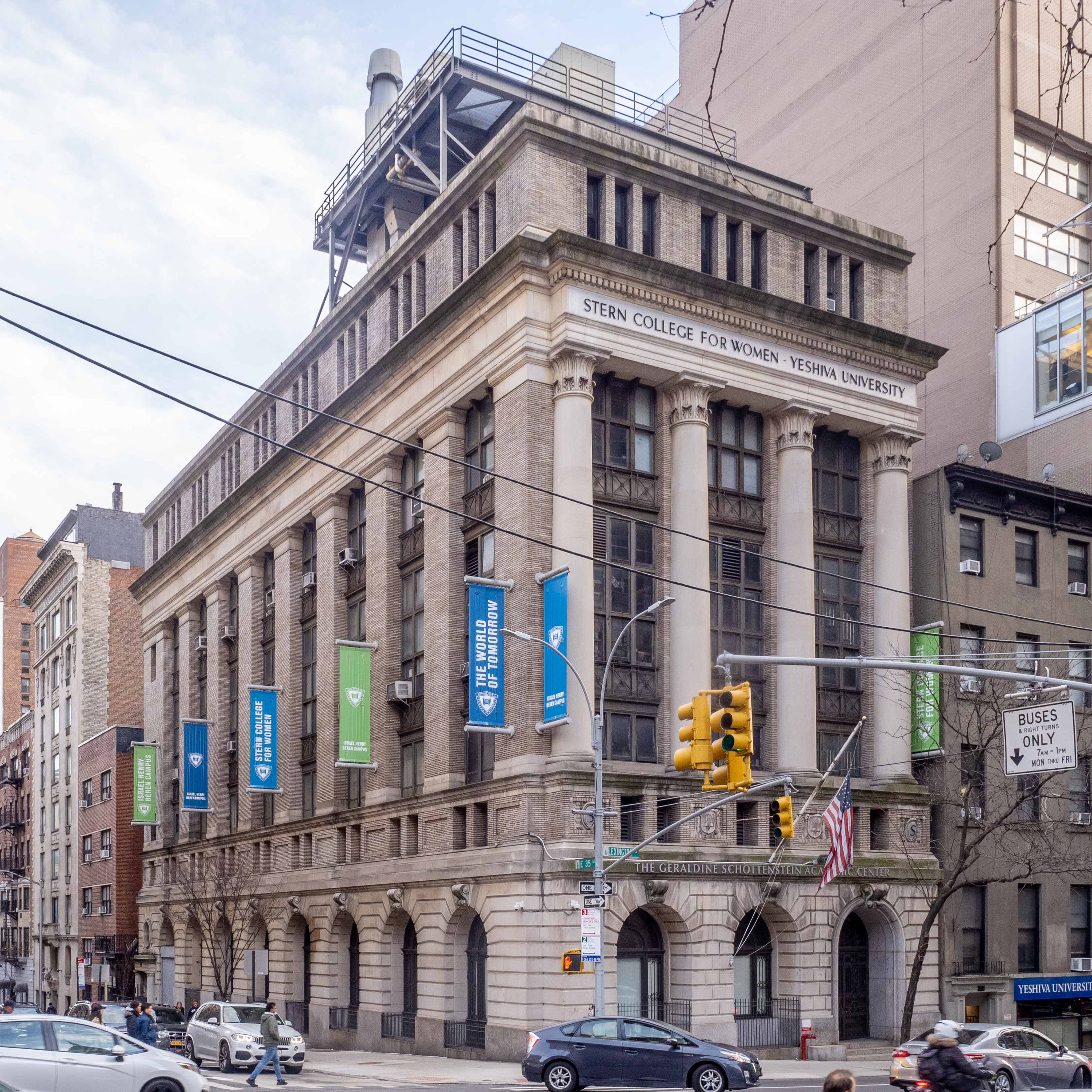
Колледж для женщин Штерна Иешива-университета

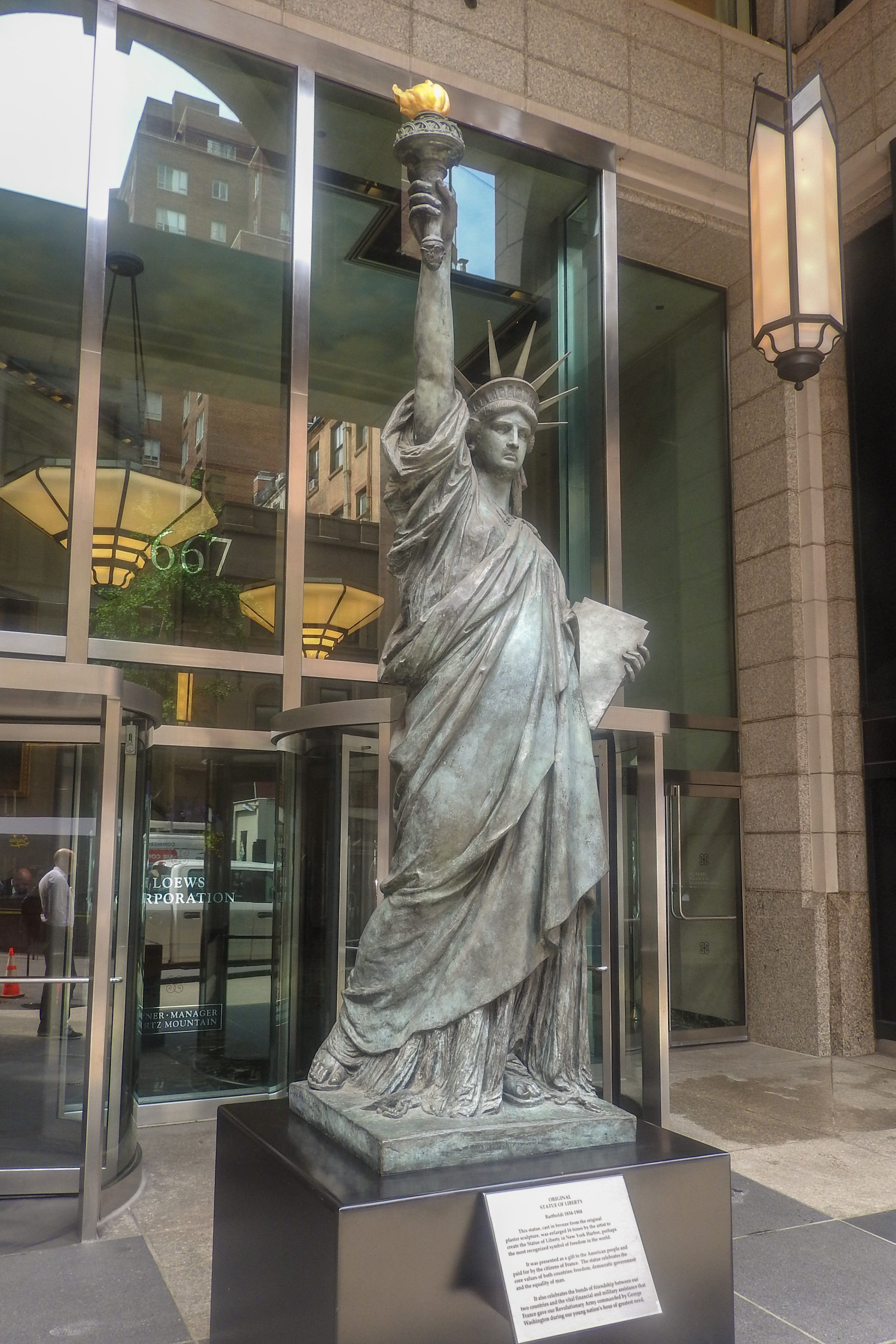
Бронзовая уменьшенная реплика Статуи Свободы у дома 667 на Мэдисон-авеню, на углу 61-й улицы, построенного Hartz Mountain Industries, Inc.

Родился 28 марта 1938 года в Нью-Йорке. Его отец Макс Штерн (Max Stern; 1898—1982) в 1926 году вывез из Веймарской республики в США для продажи 5 тыс. певчих канареек (породы гарцский роллер), которых он получил в качестве компенсации долга. В 1932 году Макс Штерн стал крупнейшим импортёром домашних канареек в США и начал поставлять расфасованный корм для птиц под брендом «Харц-Маунтин» (Hartz Mountain, по имени гор Гарц). Макс Штерн и Хильда Лёвенталь (Hilda Loewenthal Stern Duschinsky; 1911—1980) поженились 25 июля 1934 года в Гамбурге, а в августе вернулись в Нью-Йорк, где у них родились трое детей: Стэнли Эмануэль (Stanley Emanuel Stern, 1937—1994), Леонард Норман и Глория (Gloria Kisch; 1941—2014). Племянница Хильды, Марго Фульда (Margot Fulda; 1930—1943) убита нацистами в Собиборе. Родители развелись в 1950 году. В том же году Макс Штерн женился на Гити Линденбаум (Ghity Lindenbaum, в девичестве Амиэль, Amiel; 1908—2002), родившейся на территории Литвы в Российской империи, дочери Моше Авигдора Амиэля (1882—1946). На пожертвования Макса Штерна в 10 млн долларов в 1954 году открыт Колледж для женщин Штерна (Stern College for Women) Иешива-университета.
В 1957 году Леонард Штерн получил степень бакалавра в Школе бизнеса Нью-Йоркского университета. В 1959 году там же получил степень магистра экономического управления (MBA).
В 1959 году Леонард присоединился к бизнесу своего отца Макса, став в возрасте 21 год CEO. Леонард расширил линейку товаров за счёт золотых и тропических рыбок и полного ассортимента товаров для аквариума. Макс Штерн оставался председателем совета директоров до смерти в 1982 году. Леонард выкупил доли брата и сестры.
Семь лет спустя Леонард занялся недвижимостью с приобретения склада в Нью-Джерси. Штерн заработал состояние на освоении некогда пустынных болот Северного Нью-Джерси. В 1968 году он купил за 8 млн долларов 1000 акров в Медоулендс. Позднее там был построен спортивный комплекс «Медоулендс». Компания Hartz Mountain Industries, Inc. построила малоэтажные офисные здания и торговые центры в Медоулендс. По проекту архитектора Дэвида Хелперна (David Helpern) построен 25-этажный дом 667 на Мэдисон-авеню, на углу 61-й улицы на Манхэттене. У входа установлена бронзовая уменьшенная реплика Статуи Свободы.
В 1979 году журнал Forbes оценивал состояние Штерна в 500—700 млн долларов.
Основал компанию «Харц груп» (Hartz Group), которая занималась недвижимостью, кормами для домашних животных и издательским делом. Hartz Mountain Corporation в 1985 году контролировала от 75 до 90 % рынка товаров для домашних животных, таких как ошейники от блох и корм для птиц.
В январе 1984 года Штерн купил модный манхэттенский еженедельник East Side Express, однако уже в феврале закрыл газету, обнаружив, что с финансовой точки зрения она менее жизнеспособна, чем Штерн думал ранее. В 1985 году Леонард Штерн купил нью-йоркский еженедельник The Village Voice за 55 млн долларов у медиамагната Руперта Мёрдока, который владел газетой с 1977 года. В 2000 году Stern Publishing продал свои восемь еженедельных газет: The Village Voice, LA Weekly, Seattle Weekly, миннеаполисскую City Pages, OC Weekly, Cleveland Free Times и The Long Island Voice. Покупателем стала группа инвесторов во главе с Дэвидом Шнейдерманом (David Schneiderman), состоящая из фирмы по управлению активами Weiss, Peck & Greer, частного инвестиционного фонда Trimaran Fund II, связанного с CIBC, и других. Новая компания названа Village Voice Media.
Штерн сотрудничал с Эндрю Куомо в проектах помощи бездомным. В 1986 году Штерн основал некоммерческую организацию Homes for the Homeless в сотрудничестве с англиканским Собором Иоанна Богослова. Под приют для бездомных Штерн купил за 3,8 млн долларов здание Prospect Hospital в Южном Бронксе. В общей сложности Штерн предоставил 15 млн долларов.
В 2000 году Hartz Mountain Corporation была продана частной инвестиционной компании J. W. Childs Associates (JWC) за 328 млн долларов, затем в 2004 году — японской Sumitomo Corporation. В 2011 году контрольный пакет приобрела японская компания Unicharm.
По состоянию на 2023 год, его компания Hartz Mountain Industries, Inc. владеет более чем 260 объектами недвижимости, в основном в районе Нью-Джерси, в том числе складами в Нью-Джерси, Атланте, Балтиморе и Шарлотте. По состоянию на 2003 год Штерн потратил более 50 млн долларов на урегулирование различных антимонопольных исков и государственных расследований; несколько бывших руководителей Hartz Mountain отправились в тюрьму за лжесвидетельство и воспрепятствование правосудию.

## Коллекция кикладского искусства Штерна
Штерну принадлежит коллекция  кикладского искусства из 161 предмета, одна из самых значительных в мире. Собирать её Штерн начал в 1981 году. Преимущественно состоит из мраморных кикладских идолов и сосудов. Коллекция хранилась в шестиэтажном таунхаусе на Пятой авеню, принадлежащем Штерну. В июне 2002 года в Греции принят новый закон «Об охране культурного наследия», согласно которому эти древности находятся в собственности греческого государства. В 2022 году была достигнуто соглашение, что коллекция принадлежит греческому государству, но будет выставлена в Метрополитен-музее в Нью-Йорке как минимум 10 лет, начиная с начала 2024 года. Затем по частям в течение 15 лет коллекция будет возвращена в Грецию. В июне была создана некоммерческая организация Hellenic Ancient Culture Institute, Inc. в Делавэре, которой Штерн подарил коллекцию. Задачи Института — сохранение и демонстрация древностей. Институт управляется советом, председатель которого и большинство членов назначаются Музеем кикладского искусства в Афинах, частным учреждением, основанным в 1986 году для хранения коллекции Никоса и Долли Гуландрис и находящимся под контролем Министерства культуры и спорта Греции. Соглашение между министерством, Музеем кикладского искусства и Метрополитен-музеем ратифицировано 9 сентября парламентом Греции. В рамках договора 15 наиболее ценных предметов, включая 10 мраморных статуэток и 5 сосудов из мрамора, стеатита и глины, датируемых 5300—2400/2300 гг. до н. э., впервые выставлены в Музее кикладского искусства в Афинах. Выставка «Возвращение. Кикладские сокровища на обратном пути» открылась 3 ноября и продлится до 31 октября 2023 года.

## Память

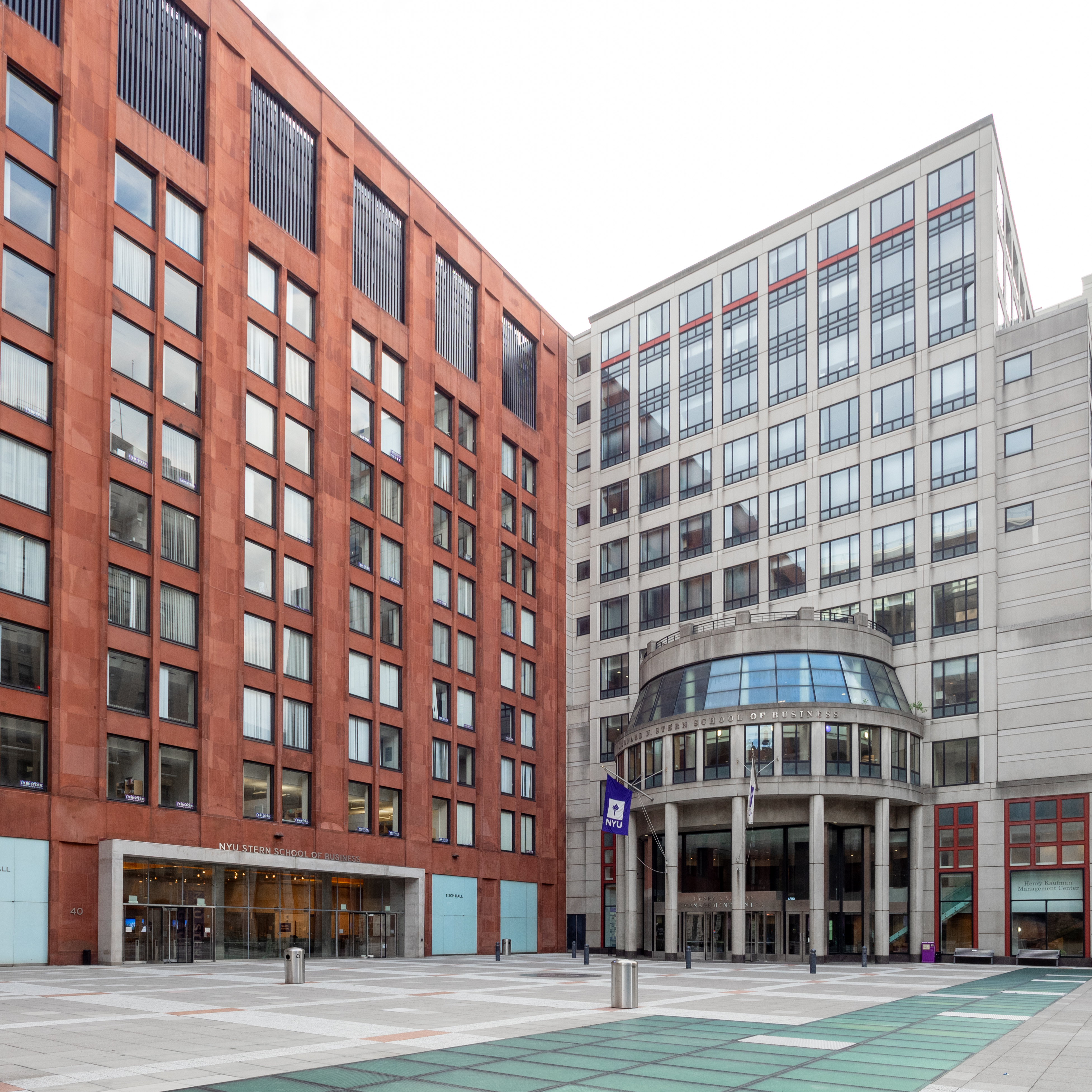
Школа бизнеса Штерна Нью-Йоркского университета

Его имя носит Школа бизнеса Штерна (Leonard N. Stern School of Business) Нью-Йоркского университета, выпускником которой он является. Штерн сделал крупные денежные пожертвования (30 млн долл.) на её развитие. В октябре 1988 года администрация университета присвоила ей имя Штерна.

## Личная жизнь
Первая жена — Джудит Штерн Пек (Judith Stern Peck), семейный терапевт и консультант, сотрудница Института семьи Аккермана (Ackerman Institute for the Family). Они расстались в 1980 году. У них родились 3 детей: сыновья Эмануэль (Emanuel Stern; род. 1964) и Эдвард (Edward "Eddie" Julius Stern; род. 1966), а также дочь Андреа Кэролайн Штерн (Andrea Caroline Stern; род. 1968) — фотограф и художница. Вторым браком Джудит вышла за Стивена Пека (Stephen M. Peck; 1935—2004), соучредителя фирмы по управлению активами Weiss, Peck & Greer. Стивен Пек стал отчимом для детей Джудит и Леонарда.
Вторая супруга — Эллисон Махер Штерн (Allison Maher Stern), попечитель некоммерческой организации Wildlife Conservation Society (WCS), управляющей Бронксским зоопарком. Её имя носит постоянная выставка снежного барса (Allison Maher Stern Snow Leopard), открывшаяся в 2009 году в Зоопарке Центрального парка.
Его сын Эдди Штерн в 2015 году стал президентом и chief operating officer компании отца, чтобы впоследствии возглавить её.